# شهرستان داگلاس (ایلینوی)

شهرستان داگلاس

شهرستان داگلاس، (به انگلیسی: Douglas County) شهرستانی در ایالت ایلی‌نوی ایالات متحده امریکا و بر طبق سرشماری ۲۰۱۰ این شهرستان ۱۹۹۸۰ نفر جمعیت داشته‌است. رشد جمعیت این شهرستان از ۲۰۰۰ تا ۲۰۱۰، حدود ۰٫۳ درصد رشد مثبت داشته است

طبق سرشماری ۲۰۱۰، مساحت این شهرستان ۱۰۸۰٫۶ کیلومتر مربع وسعت داشته که از این مقدار ۰٫۱۳ درصد آب و ۹۹٫۸۷ درصد خشکی می‌باشد.

## همسایگان و راه‌ها
همسایگان این شهرستان عبارتند از:
- شمال:
- شمال‌شرق:
- شرق: شهرستان ادگار
- جنوب‌شرق:
- جنوب: شهرستان کلز
- جنوب‌غرب:
- غرب: شهرستان موتلری
- شمال‌غرب: شهرستان پیات

راه‌های اصلی این شهرستان:
1. بزرگراه میان‌ایالتی ۵۷
2. بزرگراه ۳۶ ایالات متحده
3. بزرگراه ۴۵ ایالات متحده
4. جاده ۴۹ ایلی‌نوی
5. جاده ۱۳۰ ایلی‌نوی
6. جاده ۱۳۳ ایلی‌نوی

## شهرها
- توس‌کولا، ایلی‌نوی، مرکز شهرستان
- آرکولا، ایلی‌نوی
- اتود، ایلی‌نوی
- کامارگو، ایلی‌نوی
- گارت، ایلی‌نوی
- هیندزبرو، ایلی‌نوی
- هوگو، ایلی‌نوی
- نیومن، ایلی‌نوی
- ویلا گرو، ایلی‌نوی

## جمعیت و هرم سنی

هرم سنی این شهرستان در سال ۲۰۰۰

این شهرستان بر اساس سرشماری سال ۲۰۰۰ دارای ۱۹۹۲۲ نفر جمعیت بوده‌است.

تراکم نسی جمعیت ۱۸ نفر بر کیلومتر مربع می‌باشد.

//هرم سنی این شهرستان در سال ۲۰۰۰ در شکل روبرو نمایش داده شده‌است.

## تاریخچه
این شهرستان در ۱۸۵۹ از شهرستان کلز جدا شده‌است. این شهرستان نام خود را از استفان الف. داگلاس که در سال ۱۸۵۸ برای مجلس سنا انتخاب شد، گرفته‌است.

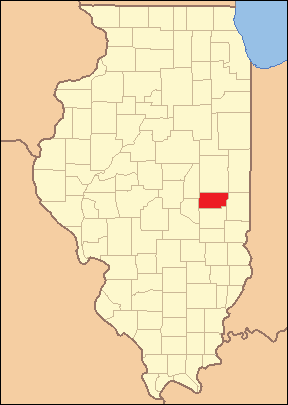
تشکیل شهرستان داگلاس و فورد در ۱۸۵۹ شکل کنونی ایالت ایلی نوی را ساخت.